# Harsányi Kálmán
Harsányi Kálmán (eredeti neve Hlavács Kálmán, Mezőkövesd, 1876. december 11. – Budapest, 1929. május 31.) magyar költő, író, drámaíró, színikritikus.

## Családja
Id. Hlavács Kálmán és Allesz Antónia fia. Menyasszonya (1901–1902-ben) Neubarth Aranka, felesége 1906-tól Pólányi Etelka volt. Házasságából három gyermeke született, Éva, Klára és Szabolcs.

## Életpályája
1879-ben szüleivel Budapestre költözött. Egyetemi tanulmányait a Budapesti Tudományegyetem Bölcsészettudományi Karán kezdte, de két félév után 1896-ban édesapja nyomdokait követve hivatali szolgálatba lépett, a központi állampénztárban lett pénzügyi tanácsos.
Az első világháború idején a balkáni fronton harcolt. Állami hivatalától megválva az Új Idők és a Budapesti Hírlap munkatársa lett, 1921-től a Magyarság belső munkatársa és színikritikusa. 1923-ban a Nemzeti Színházban bemutatták Ellák című történeti tragédiáját, amely 1924-ben Vojnich-díjat kapott.
1903-ban vették fel a Hungária szabadkőműves páholyba. 1909-től a Petőfi Társaság tagja volt.

## Irodalmi pályája
1902-ben rögtön két kötettel lépett a nyilvánosság elé: Költemények címmel csalódott hangú szerelmes verseket és a világpolgárságot, továbbá a zsarnokságot támadó hazafias költeményeket tett közzé; A tölgylevél című műve pedig tündérrege-köntösbe öltöztetett szimbolikus verses elbeszélés. Rákosi Jenő és Tóth Béla elismeréssel fogadták Harsányi munkáit, melyekben Reviczky és Komjáthy hangjának folytatását fedezték fel, mások viszont, épp Rákosi és Tóth ovációját ellensúlyozandó, korszerűtlennek minősítve idealizmusát elmarasztalták.
Új versek (1906) című kötetének vezérszólamát Endrődi Sándort követő kurucos költemények adták.
1910-ben megjelent Páter Benedek című kötete öt drámát tartalmaz (Páter Benedek, Az esquilinusi temető, Mariaba királya, Ahasverus, Az atyamester).
1914-ben adta ki Kristálynézők című regényét, melyben a gyökereit megtagadó hazai kultúra bírálata szólalt meg, ezzel szemben pedig az - alkotóerőben, öntudatban és erkölcseiben - újjászülető magyarság utópiáját álmodta meg. A kötet kulcsregénynek tekinthető a gödöllői művésztelep tagjainak művészi tantételeken túlnyúló társadalomfilozófiájának bemutatása révén. A korszak hangulatának és problematikájának megragadásán túl a valós személyek (pl. Körösfői-Kriesch Aladár, Nagy Sándor, Lechner Ödön) regényszereplőként történő felvonultatásával is nyomatékosította Harsányi, hogy művével értékek mellett kardoskodik, és "ébreszteni" kíván. A regény stílusa néhol erősen elvont, ám részben ebből adódóan a magyar szépírásban ez a mű tekinthető az egyik első kísérletnek elbeszélés és esszé összeolvasztására. Szerzője a munkát egy ciklus első darabjának szánta, a további kötetekkel azonban nem készült el, töredékben maradtak írói hagyatékában.
Ellák című tragédiájában, melyet első változatban 1904-ben írt, de végül csak többszörösen átdolgozva 1923-ban került színre, a világbirodalmat építő Attila és fia, a nagyhatalmi ábrándoktól nemzetét féltő Ellák konfliktusában a politikai drámát lelki háttérrel társította.
Utolsó fölgyúlás című kötetében (1924) megjelent versei egyszerre példázzák Harsányi költészetének és gondolkodásának szimbolizmusát, idealizmusát, és hagyományokhoz ragaszkodó eszmeiségét.

## Emlékezete

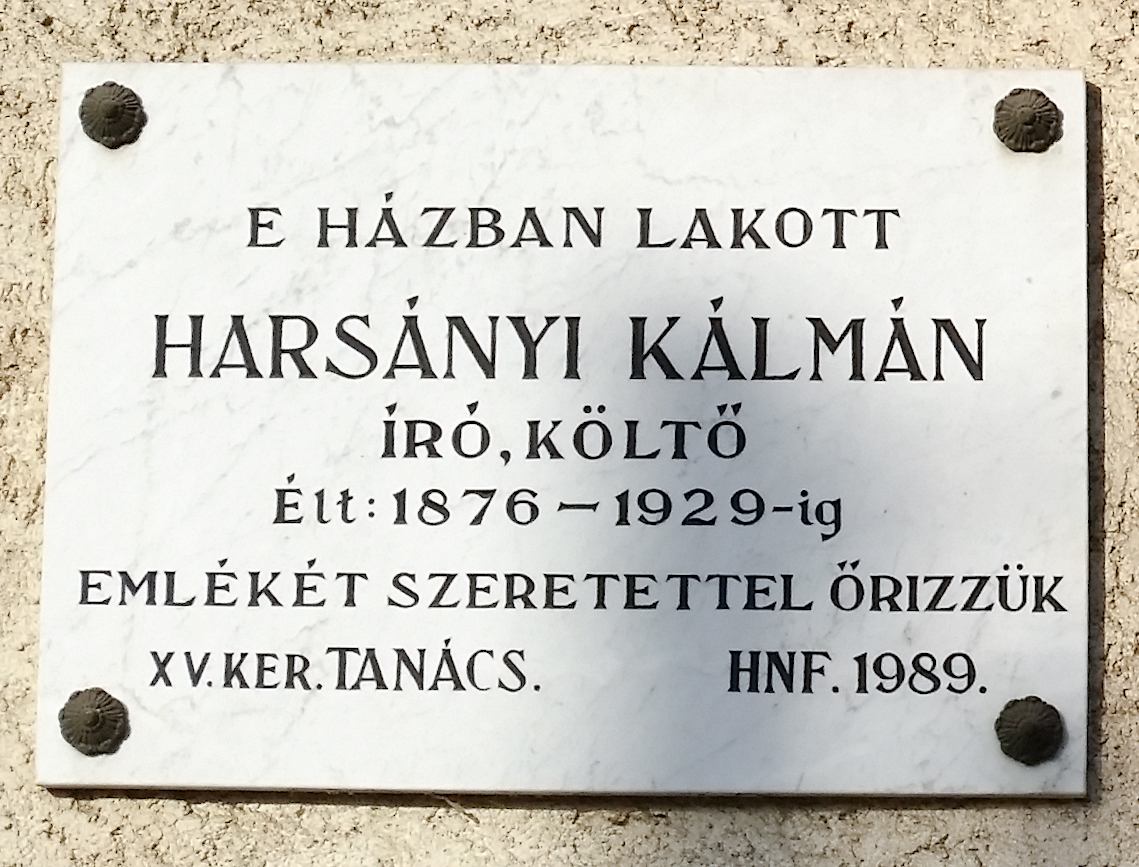
Harsányi Kálmán emléktáblája

Budapest XV. kerületében, a Batthyány és Bem utca sarkán álló Harsányi-ház homlokzatára a Vörösmarty Irodalmi Társaság 1938-ban emléktáblát helyezett el. Ezt az ötvenes években eltávolították, majd 1989-ben új tábla került a ház falára, a következő szöveggel: "E házban lakott Harsányi Kálmán író, költő. Élt 1876-1929-ig. Emlékét szeretettel őrizzük. XV. kerületi tanács – H.N.F. 1989."
Szülőhelyén, Mezőkövesden és Budapest XV. kerületében, Rákospalotán közterület őrzi nevét (Harsányi Kálmán utca).

## Művei
- Költemények (Besztercebánya, Hungária Ny., 1902)
- A tölgylevél. Költői elbeszélés négy énekben (Besztercebánya, Nágel, Hungária Ny., 1902)
- Ellák (Budapest, Pallas, 1923) – Vojnits-jutalommal elismert mű.
- Új versek (Budapest, ifj. Nágel Ottó könyvkereskedése, 1906)
- Páter Benedek. Apró drámák (Budapest, Benkő Gyula Cs. Kir. Udvari Könyvkereskedése, 1910)
- Napi témák, örök problémák (Szatmárnémeti, Pázmány sajtó, 1911)
- A kristálynézők (regény, Budapest,  Toldi Lajos Könyvkereskedés, 1913) Újabb kiadásai: 1928, 1993, 2010
- Utolsó fölgyúlás (versek, Budapest, Stádium Rt., 1924)
- Színházi esték, 1921-1927 (színikritikák, Budapest, Győző Andor, 1927)
- Harsányi Kálmán összegyűjtött munkái, I–VII. (Budapest, Győző Andor, 1928–1929)
- A szürke Korvina (költemény, Budapesti Szemle, 1932)
- Tanulmány a spanyol színjátszásról (1938)

## Műfordításai
- Honoré de Balzac: Szamárbőr (1913)
- Pedro Calderón de la Barca: Az élet álom (1924)
- id. Alexandre Dumas: Gróf Monte Cristo I-IV. (1912)
- José Maria Gabriely Galan: Foglalás (1926)
- Maurice Maeterlinck: Pelleas és Melisande (1907)
- William Shakespeare: Othello (1929)

## Díjai, elismerései
- Signum Laudis (bronz, ezüst)
- Károly-csapatkereszt
- Vaskereszt
- Vojnits-jutalom (1923)